# Ruschia vellutina
Ruschia vellutina is een hooiwagen uit de familie Gonyleptidae.